# Angel Nacorda Lagdameo
Angel Nacorda Lagdameo (sinh ngày 2 tháng 8 năm 1940 - mất ngày 8 tháng 7 năm 2022) là một Giám mục người Philippines của Giáo hội Công giáo Rôma. Ông từng đảm trách vai trò Tổng giám mục chính tòa Tổng giáo phận Jaro từ năm 2000 đến năm 2018. Trước đó, ông còn là Giám mục Phụ tá Tổng giáo phận Cebu, Giám mục chính tòa Giáo phận Dumaguete và Chủ tịch Hội đồng Giám mục Philipine.

## Tiểu sử
Tổng giám mục Angel Nacorda Lagdameo sinh ngày 2 tháng 8 năm 1940 tại Lucban thuộc Philippines. Sau quá trình tu học dài hạn tại các cơ sở chủng viện theo quy định của Giáo luật, ngày 19 tháng 12 năm 1964, Phó tế Lagdameo, 24 tuổi, tiến đến việc được truyền chức linh mục.
Với hơn 15 năm kinh nghiệm trong các công tác mục vụ với sứ vụ là một linh mục, ngày 19 tháng 6 năm 1980, tin tức từ Tòa Thánh loan đi, cho biết Giáo hoàng đã tuyển chọn linh mục Angel Nacorda Lagdameo, cắt đặt làm Giám mục, cụ thể là Giám mục Phụ tá Tổng giáo phận Cebu, đi kèm danh xưng Giám mục Hiệu tòa Oreto. Buổi cử hành nghi thức truyền chức cho vị giám mục tân cử được cử hành sau đó vào ngày 12 tháng 8 cùng năm, bới sự tham dự của ba giáo sĩ cao cấp cử hành nghi thức truyền chức. Chủ phong cho tân giám mục là Tổng giám mục Bruno Torpigliani, Sứ thần Tòa Thán tại Philipine. Hai giáo sĩ khác, với vai trò phụ phong, gồm: Tổng giám mục Ricardo Jamin Vidal, Tổng giám mục chính tòa Tổng giáo phận Lipa và Giám mục José Tomás Sánchez, Giám mục chính tòa Giáo phận Lucena. Tân giám mục chọn cho mình châm ngôn:Faciem tuam Domine requiram.
Sau gần sáu năm trong vai trò Giám mục Phụ tá Tổng giáo phận Cebu, ngày 31 tháng 1 năm 1986, Tòa Thánh ra thông báo về việc Giáo hoàng quyết định thuyên chuyển Giám mục Lagdameo làm Giám mục Phó Giáo phận Dumaguete. Ông chính thức kế nhiệm danh hiệu Giám mục chính tòa sau đó 3 năm, vào ngày 30 tháng 5 năm 1989.
Mười bốn năm tại Dumaguete của Giám mục Lagdameo chấm dứt bằng quyết định từ Tòa Thánh, ấn kí ngày 11 tháng 3 năm 2000, qua đó Giáo hoàng quyết định thăng Giám mục Angel Nacorda Lagdameo làm Tổng giám mục chính tòa Tổng giáo phận Jaro. Tháng 2 năm 2011, ông cùng giám mục đoàn Philipine thực hiện chuyến viếng thăm Tòa Thánh Ad Limina.
Ngoài các chức danh chính thức mà Tòa Thánh bổ nhiệm, từ tháng 10 năm 2005 đến ngày 1 tháng 12 năm 2009, ông còn đảm nhận vai trò Chủ tịch Hội đồng Giám mục Philipine.
Ngày 14 tháng 2 năm 2018, Tòa Thánh chính thức công bố chấp thuận đơn xin nghỉ hưu của Tổng giám mục Lagdameo, đồng thời bổ nhiệm Giám mục Jose Romeo Juanito Orquejo Lazo, Giám mục chính tòa Giáo phận San Jose de Antique làm Tân Tổng giám mục Jaro, kế nhiệm Giám mục Lagdameo.